# Werner Schneider (Fußballspieler, 1938)
Werner Schneider (* 1. September 1938 in Fürth) ist ein ehemaliger deutscher Fußballspieler. Von 1957 bis 1963 hat der überwiegend als Außenläufer oder Halbstürmer im damals praktizierten WM-System einsetzbare Offensivspieler für die SpVgg. Fürth in der damals erstklassigen Fußball-Oberliga Süd in 123 Ligaspielen 56 Tore erzielt.

## Laufbahn
Beim MTV Fürth hat der Schüler Werner Schneider mit acht Jahren in der Jugendabteilung mit dem organisierten Fußballspiel angefangen. Neben den Vereinseinsätzen prägten aber in diesen Anfangsjahren insbesondere die ständigen Schul- und Straßenkämpfe die fußballverrückten Buben. Bereits mit zehn Jahren wurde er aber an den Ronhof in die erste Schülermannschaft der Spielvereinigung Fürth geholt. Dort gehörte er bald zu den Besten und fand auch Aufnahme in die Nürnberg-Fürther Schülerauswahl. Seine sportliche Weiterentwicklung hielt kontinuierlich an und so standen vielfach Lehrgänge in München bei Verbandstrainer Jakob Streitle im Zusammenhang mit der Bayerischen Jugendauswahl zusätzlich auf dem Programm. Die Süddeutsche Auswahl folgte und als Höhepunkt die Nominierung in die Jugendnationalmannschaft des DFB. Das technisch hochtalentierte Talent der Spielvereinigung debütierte bei einem herausragenden 4:1-Erfolg gegen England am 31. März 1957 in Oberhausen in der DFB-Jugendauswahl. Er bildete dabei mit Winfried Mittrowski und Egon Horst vor dem Verteidigerpaar Fritz Pott und Karl-Heinz Schnellinger die deutsche Läuferreihe. Das Talent aus Fürth hatte es im Stadion Niederrhein in den überwiegenden Zweikämpfen mit dem späteren sechsfachen englischen Rekordtorschützen Jimmy Greaves zu tun gehabt. Im April des Jahres nahm er mit seinen Alterskollegen am UEFA-Juniorenturnier in Spanien teil. Die DFB-Talente spielten in den drei Gruppenspielen gegen Ungarn (2:2), Polen (2:2) und Veranstalter Spanien (1:1) jeweils Remis. Zum Höhepunkt avancierte das Spiel gegen den späteren Finalisten Spanien im Bernabeu-Stadion vor 110.000 Zuschauern in Madrid. Werner Schneider lief in allen vier A-Jugendländerspielen des Jahres 1957 in der von DFB-Trainer Helmut Schön betreuten DFB-Elf auf.
Die positive Entwicklung in der Jugend kam aber nicht nur durch das vorhandene Talent zum Tragen. Laut Werner Schneider habe er auch täglich trainiert, entweder mit der Jugendmannschaft, mit den Amateuren unter Resi Franz oder allein. Dabei begann für ihn damals sein Arbeitstag bei der NSF in Nürnberg morgens um 6.30 Uhr.
Bereits am ersten Spieltag der Saison 1957/58 debütierte das Nachwuchstalent bei der Spielvereinigung in der Oberliga Süd. Die Weiß-Grünen gewann das Heimspiel am 11. August 1957 im Ronhof mit 4:2 gegen den FC Bayern München und dem Debütanten glückte ein toller Treffer zur zwischenzeitlichen 2:0-Führung. Er bildete mit Karl „Ossi“ Schmidt als Halbstürmer einen spiel- und durchsetzungsstarken rechten Flügel. Er wurde in seinem Debütjahr sogleich bester Torjäger der SpVgg Fürth (Saison 1957/58 mit 12 Toren).
Mit dem Erreichen des 4. Ranges wurde es die beste Oberligaplatzierung in den Jahren mit Werner Schneider. Eine deutliche Leistungssteigerung in der Rückrunde hatte die Grün-Weißen weit nach vorne gebracht, darunter auch 2:1-Erfolge im „Franken-Derby“ am 19. Januar 1958 beim 1. FC Nürnberg und am 6. April beim Tabellenführer Eintracht Frankfurt. Nach dem 2:0-Heimerfolg am 30. Spieltag, den 13. April 1958, belegte Fürth, mit zwei Punkten Rückstand zum 1. FC Nürnberg als Vizemeister, den vierten Rang. Der Karlsruher SC als Meister hatte drei Punkte Vorsprung gegenüber Fürth. Schneider hatte 19 Ligaspiele bestritten und 12 Tore an der Seite von Mitspielern wie Torhüter Gerhard Geißler, Robert Ehrlinger, Richard Gottinger, Herbert Erhardt, Max Appis, Karl Mai und Hans Bauer erzielt.
In seinem zweiten Oberligajahr, 1958/59, wurde der vormalige Jugendnationalspieler in der Hinrunde am 23. September 1958 in Kiel, bei einem Länderspiel der deutschen Juniorennationalmannschaft U 23, eingesetzt. Das Spiel gegen Dänemark endete 0:0 unentschieden und die Defensive der DFB-Mannschaft war mit Fritz Ewert im Tor, Albert Preis und Friedel Rausch in der Verteidigung und mit Jürgen Werner, Willi Giesemann und Schneider in der Läuferreihe besetzt gewesen. Er erhielt damals lukrative Angebote von anderen Vereinen, unter anderem vom 1. FC Nürnberg, FC Basel, Karlsruher SC und von Eintracht Frankfurt. Ein entscheidendes Machtwort sprach dabei aber immer Werners Vater, der ihn zum Verbleib in Fürth anhielt.
Im letzten Jahr der alten erstklassigen Oberliga-Ära, 1962/63, gelang dem Techniker, Kombinationsfußballer und exzellenten Kopfballspieler in 29 Ligaeinsätzen mit 20 Toren seine beste Trefferbilanz. Unter dem von ihm wegen seines fundierten Wissens, vor allem aber durch seine menschliche Wärme und Einfühlsamkeit besonders geschätzten Trainer Jenő Vincze, gelang dem Halbstürmer und öfters auch als „hängender Mittelstürmer“ eingesetzten Spieler, eine besonders gute Rundenleistung. Gegen den BC Augsburg erzielte er bei einem 5:2-Auswärtserfolg drei Tore, jeweils zwei Treffer glückten ihm bei den Spielen gegen den VfB Stuttgart (3:0), Schwaben Augsburg (4:4), Ulm 1846 (3:2) und beim 2:1-Heimerfolg am 17. März 1963 gegen den späteren süddeutschen Meister 1860 München, als er Petar Radenković, „bestes Torwart von Welt“, mit einem unhaltbaren Kopfball aus 16 Metern bezwang. Spektakulär war auch sein Treffer am 5. Januar 1963 zum 2:0 in der 55. Minute gegen Ulm 1846 gewesen, als er im Ronhof, waagrecht in der Luft liegend, aus zwölf Metern den Ball an Nationaltorhüter Wolfgang Fahrian vorbei ins Netz donnerte. Die FN schrieb damals: „Ein Tor, einer Rakete gleich!“
Nach 123 Ligaeinsätzen mit 56 Toren war im Sommer 1963 das Kapitel der erstklassigen Oberliga Süd beendet und Schneider trat zur Saison 1963/64 mit der Spielvereinigung in der zweitklassigen Fußball-Regionalliga Süd an. Mit dem 9. Rang war man am Rundenende in Fürth nicht wirklich zufrieden; Schneider hatte in 26 Ligaeinsätzen 13 Tore erzielt und führte damit gemeinsam mit Angreifer Wolfgang Brzuske die interne Torjägerliste an. Erst in der Rückrunde im April 1964 fanden die Vincze-Schützlinge zu einer besseren Form und konnten Höhepunkte setzen. Im DFB-Pokal ertrotzte die Spielvereinigung am 7. April dem Bundesligisten Hamburger SV an der Alster ein 1:1 nach Verlängerung ab; Schneider hatte in der 73. Minute den Ausgleich erzielt. Fünf Tage danach, am 12. April, holte sich die Fürther-Mittelfeldmannschaft beim späteren Südmeister Hessen Kassel mit einem 4:1-Auswärtserfolg beide Punkte ab. Drei Tage nach dem Kasseler Auftritt, am 15. April, reiste der HSV zum Wiederholungsspiel im Pokal am Ronhof an. Vor 22.000 Zuschauern setzten sich die Mannen um Gyula Toth und Schneider mit 2:1 nach Verlängerung gegen das Team um Horst Schnoor und Uwe Seeler nach Toren von Brzuske und Norbert Knopf durch. Vier Tage nach dem überraschenden Erfolg gegen den HSV gewann Fürth mit 5:2 bei Amicitia Viernheim und Schneider erzielte am 34. Spieltag drei Tore. Am 22. April verlor das überstrapazierte Fürth mit 3:4 beim Bundesligisten Hertha BSC das Pokalspiel in der 2. Hauptrunde.
In der zweiten Regionalligasaison 1964/65, jetzt unter Trainer Željko Čajkovski, verharrte man mit dem 8. Rang weiter im Tabellenmittelfeld; Schneider hatte 34 von 36 Rundenspiele bestritten und sieben Tore erzielt. Nach den zwei Startspielen in der Saison 1965/66 – Schneider hatte drei Tore gegen den FSV Frankfurt (3:1) und den 1. FC Pforzheim (2:3) erzielt –, beendete er kurz vor dem 28. Geburtstag seine Laufbahn. Ständige Verletzungen und auch seine berufliche Überlastung führten zu diesem Entschluss.
Danach widmete er sich noch vermehrt seinem liebsten Hobby, dem Tennissport. In der Tennisabteilung der Spielvereinigung war er später auch über Jahre in der Vorstandschaft aktiv. Er leitete mit seiner Ehefrau seit November 1977 das „mac tennis-center“ in der Vacher Straße in Fürth.